# Anania ruwenzoriensis
Anania ruwenzoriensis là một loài bướm đêm trong họ Crambidae.